# Ginástica rítmica nos Jogos Olímpicos de Verão de 2020 - Individual geral
A competição do individual geral da ginástica rítmica nos Jogos Olímpicos de Verão de 2020 ocorreu em 6 e 7 de agosto de 2021 no Centro de Ginástica de Ariake, em Tóquio. Um total de 26 ginastas de 18 Comitês Olímpicos Nacionais (CON) participaram do evento.
Linoy Ashram se tornou a primeira atleta de Israel a ganhar uma medalha de ouro olímpica. Foi também a primeira vez que uma ginasta russa deixou de vencer o evento desde 1996.

## Qualificação
Um total de 26 vagas estavam disponíveis para o individual geral da ginástica rítmica. As primeiras 16 vagas foram atribuídas durante o Campeonato Mundial de 2019, sendo que no máximo duas ginastas por Comitê Olímpico Nacional (CON) poderiam se classificar. Outras três vagas foram destinadas as três melhores ginastas ainda não classificadas nas etapas da Copa do Mundo de 2021.
Cinco vagas continentais também foram distribuídas, ficando com o Egito (África), Cazaquistão (Ásia), México (Américas), Hungria (Europa) e Austrália (Oceania), além de uma vaga definida pela Comissão Tripartite para Cabo Verde. Como o Japão já tinha um lugar assegurado, a vaga como representante do país sede foi realocada para a Geórgia.

## Formato
A competição consistiu de um fase qualificatória e uma final. As dez melhores ginastas da qualificatória avançam para a fase final. Em cada rodada, as competidoras realizam quatro rotinas (bola, arco, maças e fita), com as pontuações somadas para dar o total. As pontuações da qualificatória não são consideradas na final.

## Calendário
Horário local (UTC+9)
| Data        | Horário | Rodada       |
| ----------- | ------- | ------------ |
| 6 de agosto | 10:20   | Qualificação |
| 7 de agosto | 15:20   | Final        |

## Medalhistas
| Ouro   | ISR Linoy Ashram   |
| Prata  | ROC Dina Averina   |
| Bronze | BLR Alina Harnasko |

## Resultados

### Qualificação
Disputada em 6 de agosto de 2021, as dez melhores ginastas ao final das quatro rotinas se classificaram para a final.
| Pos. | Ginasta                      |        |        |        |        | Total   | Notas |
| ---- | ---------------------------- | ------ | ------ | ------ | ------ | ------- | ----- |
| 1    | ROC Dina Averina             | 27.625 | 27.600 | 28.275 | 22.800 | 106.300 | Q     |
| 2    | ROC Arina Averina            | 27.225 | 27.250 | 28.100 | 23.600 | 106.175 | Q     |
| 3    | ISR Linoy Ashram             | 23.500 | 28.250 | 27.850 | 23.500 | 103.100 | Q     |
| 4    | BLR Alina Harnasko           | 26.400 | 27.200 | 23.900 | 21.750 | 99.250  | Q     |
| 5    | BLR Anastasiia Salos         | 25.700 | 26.300 | 24.550 | 22.600 | 99.150  | Q     |
| 6    | ITA Milena Baldassarri       | 24.550 | 25.700 | 25.650 | 20.150 | 96.050  | Q     |
| 7    | ISR Nicol Zelikman           | 24.350 | 25.500 | 24.950 | 21.100 | 95.900  | Q     |
| 8    | BUL Boryana Kaleyn           | 24.100 | 25.800 | 26.600 | 19.150 | 95.650  | Q     |
| 9    | UKR Viktoriia Onopriienko    | 23.800 | 24.300 | 26.100 | 21.250 | 95.450  | Q     |
| 10   | UKR Khrystyna Pohranychna    | 24.600 | 23.800 | 25.700 | 19.000 | 93.100  | Q     |
| 11   | JPN Sumire Kita              | 23.150 | 23.900 | 24.550 | 21.200 | 92.800  | R1    |
| 12   | USA Evita Griskenas          | 23.675 | 23.400 | 23.850 | 20.775 | 91.700  | R2    |
| 13   | USA Laura Zeng               | 22.000 | 23.700 | 24.700 | 21.000 | 91.400  | R3    |
| 14   | BUL Katrin Taseva            | 24.450 | 24.600 | 24.400 | 17.650 | 91.100  | R4    |
| 15   | ITA Alexandra Agiurgiuculese | 22.050 | 25.600 | 24.150 | 19.250 | 91.050  |       |
| 16   | SLO Ekaterina Vedeneeva      | 22.800 | 23.550 | 22.550 | 20.800 | 89.700  |       |
| 17   | GEO Salome Pazhava           | 23.550 | 21.950 | 23.500 | 20.650 | 89.650  |       |
| 18   | AZE Zohra Aghamirova         | 23.000 | 23.400 | 21.500 | 19.900 | 87.800  |       |
| 19   | JPN Chisaki Oiwa             | 23.100 | 19.600 | 23.600 | 21.250 | 87.550  |       |
| 20   | HUN Fanni Pigniczki          | 21.200 | 22.400 | 21.350 | 19.450 | 84.400  |       |
| 21   | KAZ Alina Adilkhanova        | 20.550 | 22.450 | 22.200 | 18.600 | 83.800  |       |
| 22   | MEX Rut Castillo             | 22.350 | 22.700 | 21.500 | 16.200 | 82.750  |       |
| 23   | AUS Lidiia Iakovleva         | 20.600 | 19.800 | 22.325 | 16.050 | 78.775  |       |
| 24   | UZB Ekaterina Fetisova       | 19.800 | 19.400 | 17.950 | 18.350 | 75.500  |       |
| 25   | EGY Habiba Marzouk           | 21.700 | 22.150 | 21.100 | 8.400  | 73.350  |       |
| 26   | CPV Márcia Lopes             | 7.550  | 13.200 | 12.550 | 9.550  | 42.850  |       |

### Final
Disputada em 7 de agosto de 2021, as melhores ginastas ao final das quatro rotinas garantiram as medalhas.
| Pos.              | Ginasta                   |        |        |        |        | Total   |
| ----------------- | ------------------------- | ------ | ------ | ------ | ------ | ------- |
| Medalha de ouro   | ISR Linoy Ashram          | 27.550 | 28.300 | 28.650 | 23.300 | 107.800 |
| Medalha de prata  | ROC Dina Averina          | 27.200 | 28.300 | 28.150 | 24.000 | 107.650 |
| Medalha de bronze | BLR Alina Harnasko        | 26.500 | 27.500 | 27.600 | 21.100 | 102.700 |
| 4                 | ROC Arina Averina         | 26.850 | 27.900 | 27.800 | 19.550 | 102.100 |
| 5                 | BUL Boryana Kaleyn        | 25.900 | 25.625 | 26.650 | 22.450 | 100.625 |
| 6                 | ITA Milena Baldassarri    | 25.100 | 25.625 | 26.500 | 22.400 | 99.625  |
| 7                 | ISR Nicol Zelikman        | 23.700 | 24.150 | 25.600 | 22.150 | 95.600  |
| 8                 | BLR Anastasiia Salos      | 25.425 | 23.000 | 24.950 | 21.800 | 95.175  |
| 9                 | UKR Khrystyna Pohranychna | 24.500 | 24.100 | 24.900 | 21.600 | 95.100  |
| 10                | UKR Viktoriia Onopriienko | 24.000 | 23.550 | 26.100 | 19.700 | 93.350  |